# 飯田修三
飯田 修三（いいだ しゅうぞう、1930年5月10日 - 2006年12月3日）は、日本の経営学者・会計学者。
京都市出身。大阪市立大学卒。1961年同大学院博士課程満期退学。79年「生産性分析論」で大阪市大商学博士。1961年富山大学経営短期大学部講師、助教授、龍谷大学経済学部助教授、教授、1981年岡山大学経済学部教授、94年定年退官、名誉教授 追手門学院大学教授、兵庫大学教授、大阪人間科学大学副学長。管理会計論。

## 著書
- 『生産性分析論』森山書店　1969
- 『現代収益性分析 収益性分析と社会性分析』税務経理協会 経営分析シリーズ　1978
- 『付加価値会計の基礎理論』森山書店 1978
- 『企業社会報告会計』中央経済社 現代会計学選集　1983
- 『現代企業の社会報告』白桃書房 現代経営・会計選集 1988

### 共編著
- 『会計情報と情報開示 現代会計ディスクロージャーへの多面的アプローチ』早矢仕健司共編著 白桃書房 1986
- 『社会関連会計の生成と発展』編著 白桃書房 1992
- 『社会関連情報のディスクロージャー 各国企業の社会関連情報開示の実態』山上達人共編著 白桃書房 1994
- 『企業簿記概説』藤田友治共編著 森山書店 1998
- 『現代会計とグリーン・アカウンタビリティ 環境会計の理論と展開』山上達人共編著 森山書店 1998

## 論文
- 飯田修三